# Англо-русское соглашение (1907)
Англо-русская конвенция 1907 года или Англо-русское соглашение 1907 года — международный договор, подписанный в Санкт-Петербурге 18 (31) августа 1907 года российским министром иностранных дел А. П. Извольским и британским послом Артуром Николсоном, который разграничивал сферы влияния Российской империи и Британской империи в Средней Азии. Положил конец «Большой игре» в Азии и завершил складывание тройственной Антанты.
Согласно соглашению Россия признавала протекторат Великобритании над Афганистаном и соглашалась не входить в прямые сношения с афганским эмиром.
Обе стороны признали суверенитет Китая над Тибетом и отказались от попыток установления контроля над ним, хотя Тибет не приносил вассальной присяги цинскому императору и отвергал сюзеренитет Китая. Власти Тибета отвергли эту конвенцию. Позиция современной КНР заключается в признании конвенции нелегитимной в связи с неучастием китайской стороны в её принятии, а также подменой суверенитета Китая над Тибетом на сюзеренитет.
Персия делилась на три сферы влияния: русскую на севере (её южной границей являлась линия Касре-Ширин — Исфахан — Йезд — Зульфегар), английскую на юге (к юго-востоку от линии Бендер-Аббас — Керман — Бирдженд — Гезик) и нейтральную в центре страны.